# Emil Musulin
Emil (Milan) pl. Musulin (Glina, 7. rujna 1831. – Niederdorf, Južni Tirol, 4. kolovoza 1904.) bio je hrvatski podmaršal austro-ugarske vojske i zapovjednik Kraljevskog hrvatskog domobranstva.

## Životopis
Rodio se 1831. u Glini. 1843. stupio je u Vojnu akademiju u Bečkom Novom Mjestu, a 1849. postao je poručnik. U Austrijsko-pruskom ratu 1866., u bitki kod Münchengraetza bio je zarobljen. 1869. postao je bojnik kod domobranstva, dok je 1. studenog 1879. promaknut u čin generala. 1878. postao je zapovjednik 83. domobranske brigade. 1. studenog 1884. promaknut je u čin podmaršala. Umirovljen je 1. lipnja 1891.

## Zaposjedanje Bosne i Hercegovine 1878.
Po završetku rusko-turskoga rata, 1878. je održan Berlinski kongres na kojem je donesena odluka da će Bosnu i Hercegovinu, koja je još bila formalno pod turskim vrhovništvom, zauzeti Austro-Ugarska i dovesti pod svoju jurisdikciju. 20. kolovoza 1878. Kr. hrvatsko domobranstvo stavljeno je "na ratnu nogu" - u stanje pripravnosti. To se odnosilo na 43. (kasnije 83.) pješačku domobransku brigadu s ukupno 6.144 ljudi pod zapovjednikom Milanom pl. Musulinom. Poslani su na granicu prema BiH i u tvrđave, kako bi bili podrška redovnoj vojsci u napadnim operacijama. Musulinu, koji se sa svojom brigadom nalazio u Donjem Lapcu, 22. rujna 1878. predstavila su se desetorica begova iz Cazinske krajine, koji su mu se tada predali izjavom vjernosti: